# Som hon bäddar får han ligga
Som hon bäddar får han ligga är en svensk komedifilm från 1970 i regi av Gunnar Höglund.

## Handling
En tysk sociolog kommer till Sverige för att undersöka om den svenska synden är myt eller verklighet. Han förlägger sin undersökning till ett studenthem för flickor. Hans fästmö i Berlin fantiserar saker om undersökningen, och för att stilla sin oro packar hon sina väskor och reser efter honom, för att försöka förmå honom att följa med hem.

## Om filmen
Filmen lanserades som århundradets roligaste film och man lovade pengarna tillbaka om man inte skrattade. Trots det blev den ett stort fiasko och togs bort från repertoaren redan efter en vecka. Lars Lind och Meg Westergren dubbade de tyska skådespelarna vid den svenska visningen.

## Rollista
- Harald Leipnitz - Horst Praterweiss, "Mr. P", sociolog från Berlin
- Sune Mangs - portvakt på studenthemmet
- Lissi Alandh - Emma, hans fru
- Vera Tschechowa - Kristina, Mr. P:s fästmö
- Diana Kjaer - Johanna, studentska
- Annabella Munther - Magdalena, studentska
- Helena Mäkelä - Margareta, studentska
- Lil Terselius - Sara, studentska
- Håkan Westergren - den gamle mannen
- Sten Ardenstam - portiern på Grand Hotel
- Jarl Borssén - rörmokaren
- Cia Löwgren - Mr. P:s sekreterare
- Börje Mellvig - direktör för ISIBU upa

## Musik i filmen
- Carry On, kompositör Wlodek Gulgowski, text Wlodek Gulgowski och Gigi Saint Claire, framförs av okänd sånggrupp
- O alte Burschenherrlichkeit (O, gamla klang- och jubeltid!), tysk text Eugen Höfling svensk text August Lindh
- We Gonna Make It Now, kompositör Kaitek Vojciechowsk, text Kaitek Vojciechowski och Pat Waine, framförs av okänd sånggrupp
- No Way, kompositör Wlodek Gulgowski, text Wlodek Gulgowski och Ed Farran, framförs av okänd sånggrupp
- Be in Love with You, kompositör Wlodek Gulgowski, text Wlodek Gulgowski och Gigi Saint Claire, framförs av okänd sånggrupp